# Megadytes guignoti
Megadytes guignoti is een keversoort uit de familie waterroofkevers (Dytiscidae). De wetenschappelijke naam van de soort is voor het eerst geldig gepubliceerd in 1957 door Mouchamps.